# (4421) Kayor
(4421) Kayor ist ein Hauptgürtelasteroid, der am 14. Januar 1942 von Karl Wilhelm Reinmuth an der Landessternwarte Heidelberg-Königstuhl entdeckt wurde.
Der Asteroid wurde von G. V. Williams nach seinen Eltern Kay und Roy benannt.